# 军粮城站 (铁路)
军粮城站位于天津市东丽区军粮城街道，是津山铁路上的一个铁路车站，建于1888年，目前为二等站，目前车站仅办理货运业务：仅办理专用线、专用铁道整车货物发到。